# Passova nigrocephala
Espèce
Passova nigrocephala est une espèce de lépidoptères de la famille des Hesperiidae, de la sous-famille des Pyrginae et de la tribu des Pyrrhopygini.

## Dénomination
Passova nigrocephala a été nommé par E.Bell en 1934 sous le nom initial de Pyrrhopyga polemon.

### Nom vernaculaire
Passova nigrocephala se nomme Black-headed Firetip en anglais.

## Description
Passova nigrocephala est un papillon au corps trapu marron à extrémité de l'abdomen orange et tête orange. Les ailes sont de couleur marron à reflets bleu vert metallisé.
Le revers est semblable.

## Écologie et distribution
Passova nigrocephala est présent en Colombie.

### Protection
Pas de statut de protection particulier.